# أبو حدرد الأسلمي
أبو حدرد الأسلمي صحابي، اُختلف في اسمه ونسبه، وهو والد أم الدرداء، زوجة الصحابي أبو الدرداء.

## نسبه
قال ابن الأثير: قيل اسمه سلامة بن عمير بن أبي سلامة بن سعد بن مساب بن الحارث بن عبس بن هوازن بن أسلم، كذا قَالَ خليفة، وإبراهيم بن المنذر، ونسبه ابن ماكولا مثله، إلا أَنَّهُ قَالَ: سنان عوض مساب، 
وقال قال صالح بن أحمد بن حنبل عن أبيه قال: حدثت عن ابن إسحاق أن اسمه عبد، 
وقال عَليّ بن المديني: اسمه عتبة، لَهُ صحبة،
وهو والد أم الدرداء: خيرة، زوجة أبي الدرداء الأنصاري.

## حياته
قال ابن الأثير: يعد فِي أهل الحجاز، روى عَنْهُ ابنه عبد الله بن أبي حدرد، وَمُحَمَّد بن إبراهيم بن الحارث التميمي، وَأَبُو يَحْيَى الأسلمي،
أخبرنا ابن أبي حبة، بإسناده، عن عبد الله بن أحمد، قَالَ: حَدَّثَنِي أبي، أخبرنا وكيع، عن سفيان الثوري، عن يَحْيَى بن سعيد، عن مُحَمَّد بن إبراهيم التيمي، عن أبي حدرد الأسلمي، أَنَّهُ أتى النَّبِيّ صَلَّى اللَّهُ عَلَيْهِ وَسَلَّمَ يستعينه فِي مهر امرأة، قَالَ: «كم أمهرتها؟» قَالَ مائتي درهم، قَالَ: «لو كنتم تغرفون من بطحان ما زدتم»،
أخرجه الثلاثة، وقال ابن منده: أبو حدرد الأسلمي، وقيل: عبد الله بن أبي حدرد قلت: كلام ابن منده لا فائدة فِيهِ، فإنه قَالَ أبو حدرد الأسلمي، وقيل: عبد الله بن أبي حدرد، فقد جعل عبد الله فِي أول كلامه اسم أبي حدرد، وَفِي آخره ابنه، وليس بشيء فإنه ابنه، وقد ذكره هُوَ فِي عبد الله، ووافقه غيره.
قال البغوي: حدثني هارون بن عبد الله، ومحمد بن علي، قالا: حدثنا عفان، حدثنا حماد بن سلمة، عن محمد بن إسحاق، عن يزيد بن عبد الله بن قسيط، عن ابن أبي حدرد الأسلمي، عن أبيه: أن رسول الله صلى الله عليه وسلم بعثه، وأبا قتادة، ومحلم بن جثامة، في سرية إلى إضم، قال: فلقينا عمر بن الأضبط الأشجعي فحياهم بتحية الإسلام وكف أبو قتادة وأبو حدرد وحمل عليه محلم بن جثامة فقتله وسلبه بعيرا له وسيقا ووطبا من لبن فلما أخبروا رسول الله صلى الله عليه وسلم بذلك قال رسول الله صلى الله عليه وسلم: «أقتلته بعد ما قال: آمنت بالله؟» ونزل القرآن: ﴿يَا أَيُّهَا الَّذِينَ آمَنُوا إِذَا ضَرَبْتُمْ فِي سَبِيلِ اللَّهِ فَتَبَيَّنُوا وَلَا تَقُولُوا لِمَنْ أَلْقَى إِلَيْكُمُ السَّلَامَ لَسْتَ مُؤْمِنًا تَبْتَغُونَ عَرَضَ الْحَيَاةِ الدُّنْيَا فَعِنْدَ اللَّهِ مَغَانِمُ كَثِيرَةٌ كَذَلِكَ كُنْتُمْ مِنْ قَبْلُ فَمَنَّ اللَّهُ عَلَيْكُمْ فَتَبَيَّنُوا إِنَّ اللَّهَ كَانَ بِمَا تَعْمَلُونَ خَبِيرًا ۝٩٤﴾ سورة النساء الآية 94

## وفاته
قال هارون بن موسى: أبو حدرد الأسلمي يقال اسمه: سلامة توفي سنة إحدى وسبعين، 
قال ابن سعد: واسم أبي حدرد سلامة بن عمير بن أبي سلامة بن سعد بن الحارث بن عبس بن هوازن بن أسلم. توفي سنة إحدى وسبعين،
قال أبو القاسم: وقد روى عن النبي ﷺ أحاديث.